# Lake George (Minnesota)
Lake George es un lugar designado por el censo ubicado en el condado de Hubbard en el estado estadounidense de Minnesota. En el Censo de 2010 tenía una población de 230 habitantes y una densidad poblacional de 14,47 personas por km².

## Geografía
Lake George se encuentra ubicado en las coordenadas 47°11′29″N 94°58′52″O / 47.19139, -94.98111. Según la Oficina del Censo de los Estados Unidos, Lake George tiene una superficie total de 15.89 km², de la cual 11.61 km² corresponden a tierra firme y (26.96%) 4.28 km² es agua.

## Demografía
Según el censo de 2010, había 230 personas residiendo en Lake George. La densidad de población era de 14,47 hab./km². De los 230 habitantes, Lake George estaba compuesto por el 95.22% blancos, el 0% eran afroamericanos, el 1.3% eran amerindios, el 1.3% eran asiáticos, el 0% eran isleños del Pacífico, el 0% eran de otras razas y el 2.17% pertenecían a dos o más razas. Del total de la población el 3.04% eran hispanos o latinos de cualquier raza.